# Hermaphroditos

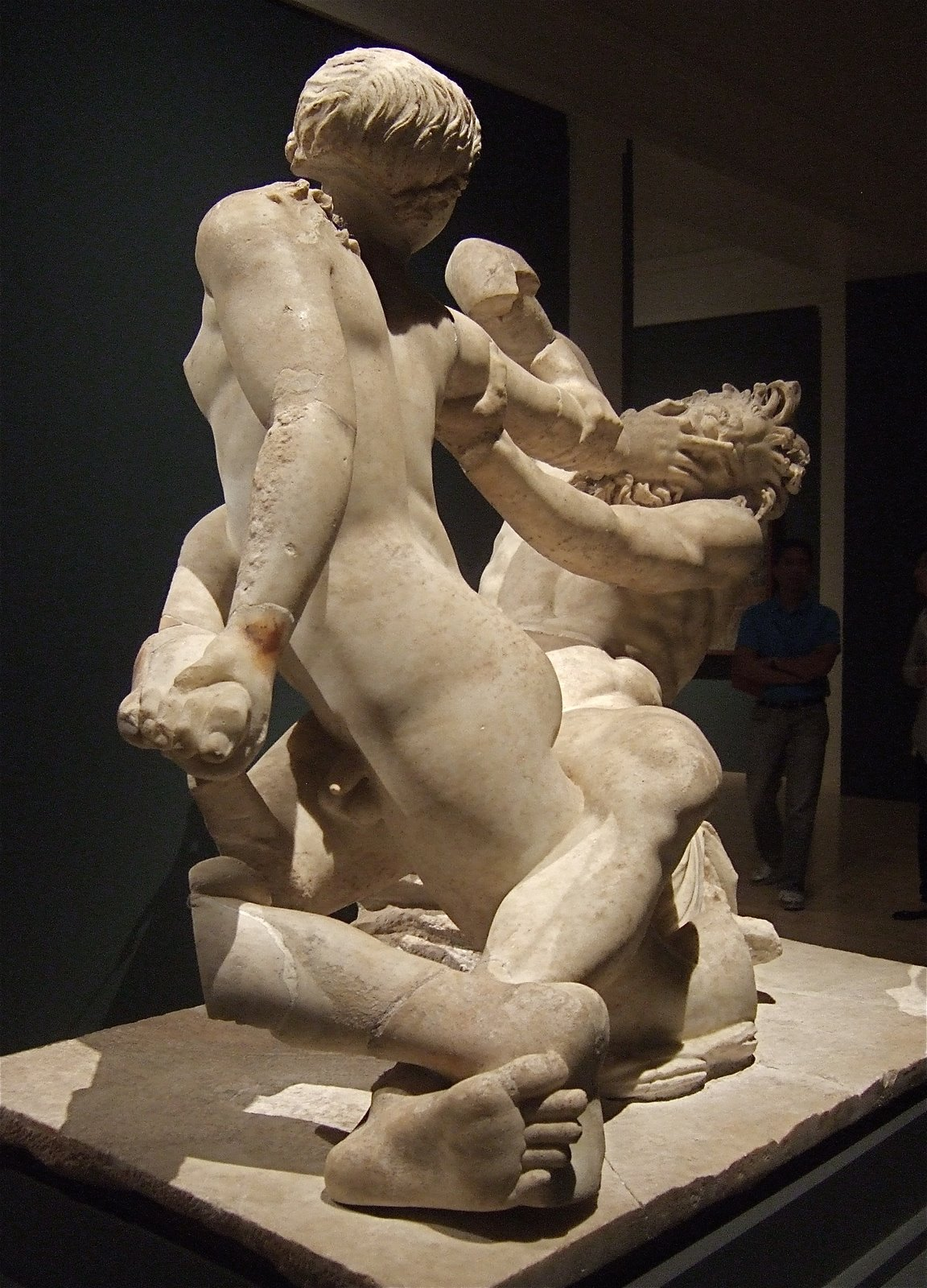
Hermaphroditos und ein Satyr. Statue aus der Villa von Oplontis

Hermaphroditos (altgriechisch Ἑρμαφρόδιτος Hermaphróditos) ist eine Gestalt der griechischen Mythologie, die sowohl männliche als auch weibliche körperliche Merkmale aufweist. Ursprünglich war er eine besonders in Zypern als Gottheit verehrte männliche Form der Aphrodite, die Aphroditos (Ἀφρόδιτος Aphróditos) genannt wurde. Die Namensform Hermaphroditos geht auf die Darstellung der Aphrodite als Herme zurück und bedeutet zuerst nur „Herme des Aphroditos“, in der Literatur ist diese Namensform erstmals bei Theophrastos belegt.
Hermaphroditos wird in der weiteren mythologischen Ausdeutung zur eigenständigen Figur entwickelt. Bei späteren Autoren ist er ein Jüngling, den Aphrodite dem Hermes geboren hatte. Durch Wirken der Götter wird sein Körper mit dem der Nymphe Salmakis verschmolzen, wodurch er zum Zwitter wird. Die einzig vollständig erhaltene mythologische Überlieferung des Hermaphroditos findet sich bei Ovid.

## Mythos

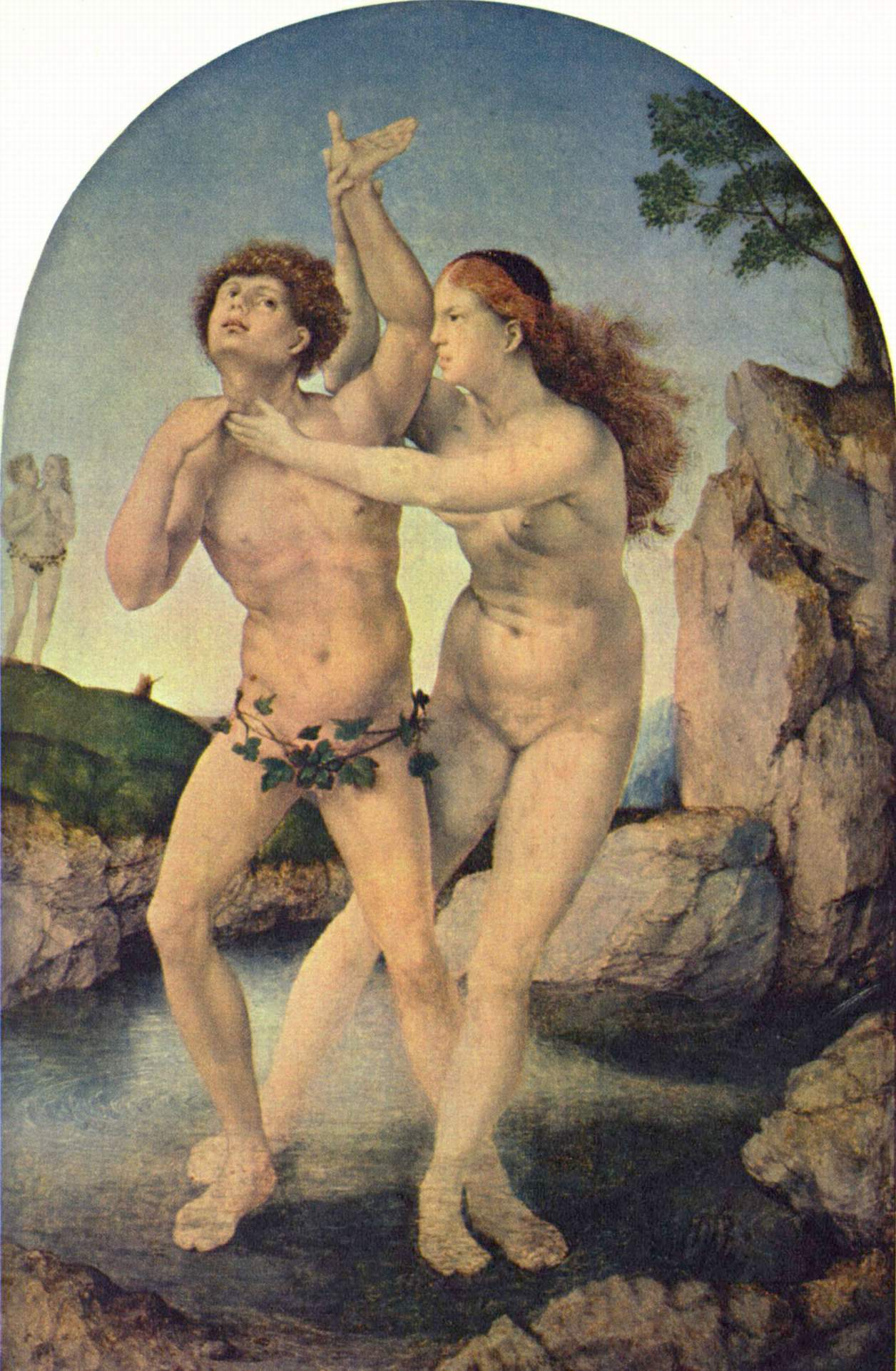
Verwandlung von Hermaphroditos und Salmacis. Jan Gossaert ca. 1514–1520

Bei Ovid vereinigte Hermaphroditos nicht nur den Namen seiner beiden Eltern in seinem eigenen, sondern es spiegelten sich auch beider Gesichtszüge in seinem Antlitz wider. Er wurde von Najaden in den Höhlen auf dem Berg Ida großgezogen. Als er fünfzehn Jahre zählte, entschied er sich, den Ida zu verlassen, um die Welt kennenzulernen.
Als er, von Lykien kommend, durch Karien wanderte, gewahrte er einen schönen Teich mit überaus klarem Wasser und saftigem Grün an den Ufern. Als er sich diesem näherte, wurde die an dessen Ufern lebende Nymphe Salmakis auf ihn aufmerksam und wünschte, ihn zu besitzen. Sie machte ihm glühendste Avancen und versprach ihm ihre Liebe. Er jedoch, in Liebe unerfahren und mit dem Begriff schon wenig anfangen könnend, errötete beschämt und schob sie von sich. Weitere, noch intensivere Versuche ihrerseits führten dazu, dass er sie schließlich von sich stieß und drohte, zu fliehen und sie und den Ort zu verlassen.
Als ihm Salmakis daraufhin den Platz überließ und den Anschein gab, sich zurückzuziehen, entledigte sich der Jüngling seiner Kleidung und stieg ins Wasser des Teiches. Durch seine Nacktheit ihm noch mehr verfallen, riss sich die Nymphe, die versteckt im Gebüsch sein Auskleiden beobachtet hatte, die Kleider vom Leib und sprang zu ihm ins Wasser. Er wurde von ihr gegen seinen Willen umarmt, ständig mal von der einen, mal von der anderen Seite geküsst und schließlich wie von einer Schlange heftig umschlungen. Als er sich daraufhin trotzdem weiter gegen sie wehrte, bat sie die Götter Hermes und Aphrodite, kein Tag möge sie von ihm und ihn von ihr trennen. Dem Wunsch wurde entsprochen, und beide verschlungenen Körper verschmolzen zu einem einzigen, eine Zwittergestalt, sowohl Mann als auch Frau und doch eigentlich keines von beidem.
Als Hermaphroditos bemerkte, dass ihn das Wasser des Teiches, in das er hinabgestiegen war, zum Zwitter gemacht und verweiblicht hatte, stieß er den Wunsch mit seiner nunmehr nicht mehr männlichen Stimme in Richtung seiner Eltern aus, jeden Mann, der in diesen Teich steige, möge dasselbe Schicksal wie ihn selbst ereilen, er möge zum Zwitter und weibisch werden. Die Eltern ließen sich rühren und legten einen Zauber, der das bewirkte, über das Wasser des Teiches.
Hermaphroditos ist nicht das einzige Zwitterwesen der Antike, daneben gibt es beispielsweise Agdistis.

## Rezeption

### Kunst und Kultur

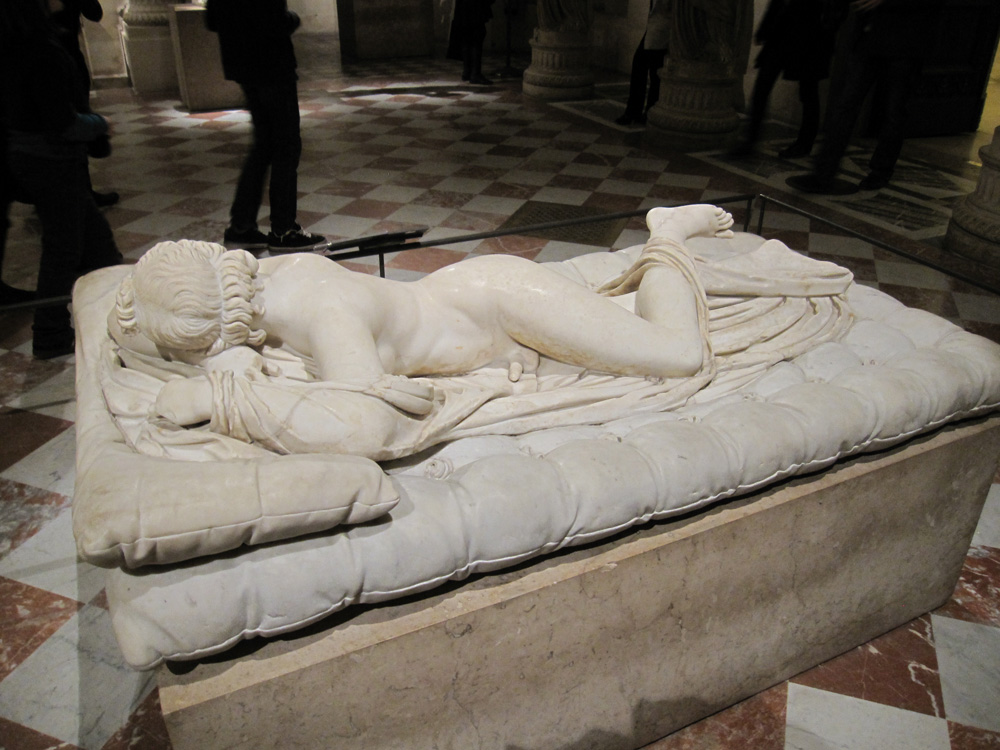
Der Schlafende Hermaphrodit im Louvre. Die Matratze ist eine Arbeit von Gian Lorenzo Bernini (1598–1680)

In der Kunst wurde der Mythos häufig dargestellt. Berühmt ist der Schlafende Hermaphrodit, der auf eine Bronzeplastik des griechischen Bildhauers Polykles aus dem 2. Jahrhundert v. Chr. zurückgeht. Antike Marmorkopien finden sich in Paris im Louvre (Borghese Hermaphroditus) und in zwei Kopien in Rom, und zwar im Palazzo Massimo alle Terme und in der Galleria Borghese. Diese Genrestatuen sind auch als Gestürzter Hermaphrodit bekannt. Im Archäologischen Nationalmuseum in Athen befindet sich eine Variation des Typus als Mänade. Die Urheberschaft des Werkes ist allerdings umstritten: Man weiß zwar aus der Naturalis historia des älteren Plinius, dass Polykles eine bedeutende Statue eines Hermaphroditen schuf. Alternativ wird aber vorgeschlagen, dass es sich dabei um den sogenannten Berliner Hermaphroditen in der Antikensammlung Berlin handelt.
Im Jahr 1425 veröffentlichte Antonio Beccadelli in Bologna eine lateinische Sammlung obszöner und satirischer Epigramme unter dem Titel Hermaphroditus.
Der britische Dichter Algernon Charles Swinburne verfasste 1863 das Gedicht Hermaphroditus, das auf die Statue im Louvre Bezug nimmt.
Die Progressive-Rock-Band Genesis verarbeitete diesen Mythos 1971 auf ihrem Album Nursery Cryme in dem Song The fountain of Salmacis, bei dem Sänger Peter Gabriel abwechselnd die Rollen von Hermaphroditos, Salmakis und eines Erzählers einnimmt. Auf Frank Blacks Album Dog In The Sand ist ebenfalls ein Titel namens Hermaphroditos enthalten.
Eine literarische Bearbeitung des Themas findet sich in dem Roman Middlesex von Jeffrey Eugenides, der im Jahr 2003 mit dem Pulitzer-Preis ausgezeichnet wurde.

### Biologie und Medizin
Hermaphroditismus oder Zwittrigkeit bzw. Zwittertum bezeichnet in der Biologie das Vorkommen von doppelgeschlechtlichen Individuen, also Individuen mit männlicher und weiblicher Geschlechtsausprägung, die sowohl männliche als auch weibliche Keimzellen ausbilden, bei einer Art. Die heutige Bezeichnung von intersexuellen Menschen als Hermaphroditen bzw. das Phänomen des Hermaphroditismus sowie Pseudohermaphroditismus ist ebenfalls eine Anlehnung an diesen Mythos.
Umgangssprachlich wird auch der Begriff Morphodit für spezielle Formen verwendet.